# Кифисија
Кифисија (грч. Κηφισιά Kifissia) је елитно насеље у Грчкој и једно од великих предграђа главног града Атине. Кифисија припада округу Северна Атина у оквиру периферије Атика.

## Положај
Кифисија се налази северно од управних граница града Атине. Удаљеност између средишта ова два насеља је 20 км. То је такође једно од највиших предграђа Атине - налази се на око 290 метара надморске висине.

## Становништво
Кретање броја становника у општини по пописима:
| 1981.  | 1991.  | 2001.  | 2011.  |
| ------ | ------ | ------ | ------ |
| 31.876 | 39.166 | 43.929 | 70.600 |